# Matthew Upson
Matthew James Upson (* 18. April 1979 in Hartismere, Suffolk) ist ein englischer Fußballspieler. Ab Mai 2003 kam der Innenverteidiger in der englischen Nationalmannschaft sporadisch zum Einsatz, wurde aber immer wieder durch Verletzungen geplagt. Größter Erfolg war für ihn im Jahr 2002 der Gewinn des „Doubles“ mit dem FC Arsenal.

## Vereinskarriere

### Luton Town
Matthew Upson begann seine Karriere bei Luton Town und schloss sich dort im Jahre 1994 der Jugendabteilung an. Im April 1996 unterschrieb er seinen ersten Profivertrag, kam für den frisch in die dritte Liga abgestiegenen Verein jedoch nur im August desselben Jahres einmalig gegen Rotherham United zum Zuge.

### FC Arsenal
Im April 1997 wechselte er für eine Ablösesumme von zwei Millionen Pfund zum FC Arsenal. Dort sah er sich der als Perspektivspieler gekaufte Upson großer Konkurrenz in Form der erfahrenen Tony Adams, Steve Bould und Martin Keown ausgesetzt. Da ihn zudem zeitweilige Verletzungsprobleme zurückwarfen, konnte er sich nur sehr selten in der Mannschaft behaupten. Nach einem Kreuzbandriss im Jahre 1999, der ihn nahezu ein komplettes Jahr außer Gefecht gesetzt hatte, wurde er im restlichen Saisonverlauf 2000/01 jeweils kurzfristig an Nottingham Forest und an Crystal Palace ausgeliehen. Dabei musste die auf drei Monate anvisierte Ausleihe in Nottingham bereits nach wenigen Tagen abgebrochen werden, da sich die Verletzung als noch nicht vollständig auskuriert erwies. Bei Crystal Palace sammelte er hingegen in sieben Partien wieder Spielpraxis.
In seiner letzten Saison 2001/02 für den FC Arsenal absolvierte Upson letztlich 22 Spiele – darunter 14 Ligabegegnungen – und gewann seine erste Medaille für einen englischen Meistertitel. Dennoch endete die Saison erneut mit einem Rückschlag, da ein Beinbruch im Februar 2002 Upson bis zum Ende der Spielzeit pausieren ließ. Dadurch verpasste er auch die weiteren Erfolge im FA Cup und den Gewinn des Doubles nach einem 2:0-Pokalendspielerfolg gegen den FC Chelsea. Nachdem er von seiner Verletzung genesen war, wurde er im September 2002 erneut für drei Monate ausgeliehen – nun zum FC Reading. Da sich nach seiner Rückkehr die Perspektiven weiter verschlechterten – das neue Innenverteidigerpaar Sol Campbell und Kolo Touré hatte sich zwischenzeitlich zur Stammformation entwickelt – kam man im Januar 2003 überein, dass einem Verkauf an Birmingham City nichts im Wege stehe. Nach insgesamt 56 Spielen für den FC Arsenal (es war ihm dort kein Tor gelungen) verließ er somit den Klub in Richtung des Premier-League-Aufsteigers.

### Birmingham City
Für eine Ablösesumme von einer Million Pfund wechselte Upson im September 2003 zu Birmingham City, wobei sich das Transfervolumen bis auf drei Millionen Pfund – je nach Einsatzzahl – staffelte. Dort fand er schließlich wieder zu einer guten Form und empfahl sich wiederholt für die Nationalmannschaft Englands.
Doch auch in Birmingham kehrte im April 2006 Upsons Verletzungspech zurück, als er sich im Vorfeld des Lokalderbys gegen Aston Villa erneut am Bein verletzte und für den restlichen Saisonverlauf ausfiel. Als sein Verein schließlich zum Ende der Spielzeit 2005/06 in die zweitklassige Football League Championship abstieg, wurde über Upsons Wechsel in Richtung Tottenham Hotspur, Newcastle United oder des FC Reading gemutmaßt und darüber hinaus existierten Spekulationen über einen 7-Millionen-Deal mit dem FC Chelsea. All diese Transfergerüchte wurden jedoch nicht in die Tat umgesetzt, so dass Upson weiter bei den „Blues“ an seiner Fitness arbeitete. Im Dezember 2006 kehrte er in die Mannschaft zurück und besiegte Plymouth Argyle mit 3:0 – das zweite Tor in dieser Begegnung erzielte er selbst.

### West Ham United
Am 18. Januar 2007 eröffnete der Transferpoker zwischen West Ham United und Birmingham City, als der Zweitligist ein 4-Millionen-Angebot der Londoner zunächst ablehnte. Die Offerte wurde fünf Tage später auf sechs Millionen Pfund erhöht, die die „Blues“ schließlich am 31. Januar 2007 (zum Ende der Wintertransferperiode) akzeptierten – die Summe könnte sich dabei erneut, je nach Einsatzzahl in West Ham, auf maximal 7,5 Millionen Pfund erhöhen. Nach nicht einmal 30 Minuten zog sich Upson bei seinem Debüt gegen Aston Villa (0:1) eine Wadenverletzung zu und auch bei seinem Comeback am 5. März 2007 – eine 3:4-Heimniederlage gegen Tottenham Hotspur – stand er lediglich elf Minuten auf dem Spielfeld.
Erst in der neuen Saison 2007/08 absolvierte Upson sein erstes vollständiges Spiel für die „Hammers“ und verlor daheim mit 0:2 gegen Manchester City. Eine Woche später führte er sein Team gegen seinen Ex-Klub Birmingham City erstmals als Mannschaftskapitän an. Kontinuierlich und weitgehend verletzungsfrei erarbeitete sich Upson in den folgenden zwei Jahren in West Ham den Status eines Führungsspielers und bestritt 74 Pflichtspiele. Wenngleich vom Naturell her eher zurückhaltend, übernahm er zur Spielzeit 2009/10 die Rolle des Mannschaftskapitäns und führte sein Team in einer durch stetigen Abstiegskampf geprägten Saison als Abwehrchef zum Klassenerhalt.

## Nationalmannschaft
Matthew Upson hatte bereits elf Spiele für das englische U-21-Nationalteam absolvierte und dabei zwei Tore geschossen, bevor ihn seine guten Leistungen in der Saison 2002/03 für Birmingham City in die englische A-Nationalmannschaft beförderten. Sein erstes Spiel bestritt er dabei am 22. Mai 2003 gegen die Auswahl Südafrikas. Er agierte insgesamt sieben Mal für England, während er in Birmingham unter Vertrag stand. Seine vorerst letzte Partie bestritt Upson am 17. November 2004 als Einwechselspieler bei der 0:1-Niederlage gegen Spanien.
Erst am 6. Februar 2008 wurde er nach stabilen Leistungen bei West Ham United in der Partie gegen die Schweiz erstmals nach über drei Jahren wieder fürs Nationalteam aufgeboten und konnte durchspielen. Insgesamt bestritt er in den Jahren 2008 und 2009 elf Partien für die „Three Lions“, wenngleich seine Rolle aufgrund der im Normalfall „gesetzten“ Innenverteidiger Rio Ferdinand und John Terry auf die eines Ersatzspielers beschränkt blieb. In dieser Funktion nominierte ihn Fabio Capello im Mai 2010 auch in den vorläufigen Kader für die WM 2010 in Südafrika. Er schaffte es auch in den endgültigen Kader. Dort kam er nur im Gruppenspiel gegen Algerien sowie bei der 1:4-Achtelfinalniederlage gegen Deutschland zum Einsatz. Gegen Deutschland gelang ihm der Treffer zum zwischenzeitlichen 1:2.

## Erfolge
- Englischer Meister: 2002
- Englischer Pokal 2002